# Mistično rojstvo (Botticelli)
Mistično rojstvo je slika iz ok. 1500–1501 italijanskega renesančnega mojstra Sandra Botticellija v Narodni galeriji v Londonu. Botticelli je sliko izdelal v olju na platnu.  To je njegovo edino podpisano delo in ima nenavadno ikonografijo za sliko Rojstva.
Grški napis na vrhu se prevaja kot: »Ta slika, konec leta 1500, v težavah Italije, jaz, Alessandro, v polčasa po času, naslikana po enajstem [poglavju] Svetega Janeza, v drugem gorju apokalipse, med osvoboditvijo hudiča za tri leta in pol; potem bo vezan v dvanajstem [poglavju] in videli bomo [ga pokopanega] kot na tej sliki«. Botticelli je verjel, da živi v času velike stiske, verjetno zaradi pretresov v takratni Evropi, in je napovedoval Kristusovo tisočletje, kot je navedeno v knjigi Razodetja.
Domneva se, da je slika morda povezana z vplivom [Girolamo Savonarola|Girolama Savonarole]], čigar vpliv se pojavlja v številnih poznih Botticellijevih slikah, čeprav je vsebino slike morda določila oseba, ki jo je naročila. Slika uporablja srednjeveško konvencijo, da prikazuje Devico Marijo in dojenčka Jezusa večja od drugih figur in njune okolice; to je bilo gotovo storjeno namerno za učinek, saj prejšnja dela Botticellija uporabljajo pravilno grafično perspektivo.

## Opis
Sveta Marija je prikazana, kako kleči pred otrokom Jezusom v središču v navzočnosti pastirjev in Treh kraljev, ki so ga obiskali. Na dnu dela trije angeli objemajo tri moške, medtem ko sedem hudičev za njimi beži v podzemlje.

## Zgodovinski kontekst
Mistično rojstvo prikazuje prizor veselja in praznovanja, zemeljskega in nebeškega užitka, z angeli, ki plešejo na vrhu slike. Na vrhu slike stoji ime Sandra Botticellija – a tudi apokaliptične in zaskrbljujoče besede. Obstajajo tudi temne slutnje - nemočni otrok počiva na rjuhi, ki spominja na plašč, v katerega bo nekoč zavito njegovo telo, medtem ko jama, v katero je postavljen prizor, spominja na njegov grob. Kralji na levi ne nosijo darov, temveč lastno predanost. Na vrhu slike dvanajst angelov, oblečenih v barve vere, upanja in dobrodelnosti, plešejo v krogu z oljčnimi vejami, nad njimi pa se nebo odpre v veliki zlati kupoli, medtem ko na dnu slike trije angeli objemajo tri moške, kot da jih dvigajo s tal. Imajo zvitke, ki v latinščini oznanjajo »mir na zemlji ljudem dobre volje«. Za njimi je sedem hudičev pobegnilo v podzemlje, nekateri nabodeni na lastno orožje. V renesančnih časih so slike poslednje sodbe gledalcem prikazovale obračun prekletih in rešenih v času Kristusovega drugega prihoda. Po mnenju umetnostnega zgodovinarja Jonathana Nelsona »v odmevu tovrstne slike nas Mistično rojstvo poziva, da ne mislimo le na Kristusovo rojstvo, ampak na njegovo vrnitev«.
Slika je nastala v Firencah v času, ko je fanatični pridigar Girolamo Savonarola mesto držal v svojih rokah. V Firence je prispel leta 1490, vendar ga je odvrnila umetniška slava in ogromno bogastvo, ki sta tako navdušila svet. Pripovedoval je, da je to pokvarjen in napačen kraj. Bližala se je velika nadloga – in takrat so njegove besede prevzele grozljivo resničnost: italijanska vojna (1495-1497). Leta 1494 je ogromna francoska vojska vdrla v Italijo in 10.000 vojakov je vstopilo v Firence, tako da so se Florentinci bali, da bi francoski kralj nameraval zapleniti mesto. Savonarola je stopil v politični vakuum, srečal se je s francoskim kraljem in ga prepričal, naj mirno zapusti Firence. V svoji hvaležnosti in olajšanju so Florentinci vse bolj videli brata kot preroka in njegovo pridiganje je privabilo ogromne množice v Firenško stolnico. Savonarola je trdil, da bi Firence lahko postale novi Jeruzalem, če bi se državljani pokesali in opustili svoje grešno razkošje - in to je vključevalo velik del njihove umetnosti. Njegova prepričanja so postala resnična, ko so skupine evangeličanskih mladincev šle na ulice, da bi spodbudile ljudi, da se ločijo od svojega razkošja, svojih razvratnih slik in knjig, nečimrnosti, glavnikov, ogledal. Botticelli je morda videl svoje slike, ki jih je napajal ogenj. Toda umetnik morda ne bi nasprotoval, ker je bil, tako kot večina mesta, tudi on pod vplivom Savonarole. Zdi se, da pridiga, ki jo je pridigal Savonarola, neposredno vpliva na Mistično rojstvo.
V neki pridigi je Savonarola predstavil vizijo, ki mu je prišla, v kateri je videl izredno nebeško krono. V njenem dnu je bilo dvanajst src z dvanajstimi trakovi, ki so bili oviti okoli njih in na njih napisano v latinščini, so bile edinstvene mistične lastnosti ali privilegiji Device Marije - ona je 'mati svojega očeta', 'hči svojega sina', 'božja nevesta'… «. Čeprav je večina pisave na trakovih, ki jih držijo plesoči angeli, zdaj nevidna s prostim očesom, je infrardeča reflektografija pokazala, da izvirne besede na trakovih angelov natančno ustrezajo Savonarolinim 12 privilegijem Device. V pridigi, ki jo je pridigal na dan Vnebovzetja, je Savonarola nadaljeval z raziskovanjem 11. in 12. poglavja knjige Razodetje - natančnih poglavij, omenjenih v napisu slike. Marijino slavo je povezal s skorajšnjim prihodom Kristusove moči na zemljo.
Savonarola je leta držal Firence v svojih rokah, njegova trda karizmatična vladavina je naredila močne politične sovražnike. Bil je izzvan, da svojo svetost dokaže s hojo skozi ogenj, in ko je zavrnil, se je mnenje obrnilo proti njemu. Aretirali so ga in pod mučenjem priznal, da je lažni prerok. 23. maja 1498 so ga obesili z dvema njegovima vodilnima poročnikoma, njihova trupla so zažgali, pepel pa raztresli po reki Arno. Nekateri vidijo figure treh moških na dnu slike kot predstavnike treh usmrčenih svetih mož, dvignjenih in obnovljenih v milost – toda Savonarolove privržence je čakalo preganjanje in ne mir in prav v ozračju zatiranja se je Botticelli lotil ustvarite Mističnega rojstva.
Slika je na platnu - običajno bi uporabil leseno tablo - morda je bila za sliko z nevarnim sporočilom prednost v tem, da jo je bilo mogoče zviti in skriti. S pripravljenim platnom je na papir skiciral podrobno zasnovo, nato pa jo je prenesel na platno. Črpal je iz številnih virov – plešoči angeli odmevajo njegove tri milosti Pomladi, begajočega hudiča je navdihnil nemški lesorez. Rentgenski posnetki kažejo, da se je od prvotne zasnove zelo malo spremenilo – prilagodil je le angelsko krilo in dodali drevesa nad streho hleva. Botticelli je bil zdaj pripravljen zgraditi sliko s tempera barvo – platno je bilo eksperimentalni medij. Za ustvarjanje nebeške kupole je Botticelli uporabil zlatarsko obrt, ki se je je naučil kot deček. »Simbolika zlata je povezana z nespremenljivo, neokrnjeno naravo nebes – zlato ne razpade, ne potemni kot srebro. Botticelli bi uporabil lepilni sloj iz olja, pomešan s smolo – ne brušenega, zlato, ki je le potapljalo na površje, sledilo površinskim nepravilnostim platna – bleščice, zapletene, to bi pomagalo dragulju kot kakovost slike – bi pritegnilo oko navzgor od Rojstva v nebesa. Vera, upanje in dobrodelnost, [angeli, oblečeni v] belo, zeleno in rdeče – toda zeleni pigment na osnovi bakra se je s časom obarval v bron. Prvotno je bil živ.« 

## Usoda slike
Botticelli je umrl leta 1510. Mistično rojstvo je ostalo skrito še tri stoletja. Rim se je konec 18. stoletja zelo razlikoval od renesančnih Firenc - razen prisotnosti francoskih napadalcev. Odšlo je veliko tujcev, a ne mladi Anglež William Young Ottley. Bil je ljubitelj umetnosti in bogat, s plantažo sužnjev na Karibih. Poceni je kupil veliko slik. V vili Aldobrandini je videl majhno, neznano delo, Botticellijevo Mistično rojstvo. Botticelli je bil takrat v nepomemben.
Prišla je v London, kjer je Ottleyjeva hiša postala zasebni muzej italijanskih mojstrovin. Po Ottleyjevi smrti je William Fuller Maitland iz Stansteda sliko prevzel na dražbi za 80 funtov. Ko jo je posodil na razstavo umetniških zakladov v Manchestru 1857, je bila zdaj na ogled. Časopis razstave Art Treasures Examiner je natisnil njeno novo gravuro.
 Od trenutka, ko je bila Botticellijeva umetnost prikazana v Manchestru, je prišlo do resnične spremembe v mnenju o njegovem delu in zagotovo do poznih 1870-ih, 1880-ih Botticelli postane prava kultna figura – iščejo ga umetniki, ki si želijo biti na vrhuncu sveta umetnosti do ... Dante Gabriel Rossetti in Edward Burne-Jones sta oba prilagodila njegove elemente za svoje delo. Burne-Jones je nekaj Botticellijevih ilustracij za Dantejevo Božansko komedijo kopiral v svoje skicirke. Rossetti je svojo naklonjenost Botticellijevemu delu izkazal z nakupom njegovega portreta Portret dame, znane kot Smeralda Brandini leta 1867.
John Ruskin je pripomogel, da je slika dobila ime; potem ko jo je videl v Londonu, se je skliceval na Botticellijevo »mistično simboliko«. Ko je Maitland umrl leta 1876, je vstopila Narodna galerija v Londonu. Po besedah Nicholasa Pennyja je bila galerija »skrbljena za nakup del zgodnje renesanse – prej je bila njena glavna prednostna naloga nakup mojstrovin, o katerih sploh ne bi bilo polemike. V 19. stoletju je obstajal element avantgardnega navdušenja nad nakupovanjem takšnih slik.« Ko je Galerija kupila sliko leta 1878, je morala najti 1500 funtov, kar je skoraj 20-krat več, kot je bila le trideset let prej. 